# Setophaga caerulescens
Setophaga caerulescens là một loài chim trong họ Parulidae.